# Сент-Марі (Монтана)
Сент-Марі (англ. St. Marie) — переписна місцевість (CDP) в США, в окрузі Веллі штату Монтана. Населення — 489 осіб (2020).

## Географія
Сент-Марі розташований за координатами 48°24′18″ пн. ш. 106°30′8″ зх. д. / 48.40500° пн. ш. 106.50222° зх. д. (48.404945, -106.502086).  За даними Бюро перепису населення США в 2010 році переписна місцевість мала площу 59,31 км², з яких 59,22 км² — суходіл та 0,08 км² — водойми.

## Демографія
Згідно з переписом 2010 року, у переписній місцевості мешкали 264 особи в 133 домогосподарствах у складі 71 родини. Густота населення становила 4 особи/км².  Було 1084 помешкання (18/км²).
Расовий склад населення:
| - 94,7 % — білих - 1,5 % — чорних або афроамериканців - 1,1 % — корінних американців - 1,1 % — азіатів - 0,4 % — вихідців з тихоокеанських островів |

До двох чи більше рас належало 0,8 %. Частка іспаномовних становила 1,9 % від усіх жителів.
За віковим діапазоном населення розподілялося таким чином: 18,2 % — особи молодші 18 років, 44,7 % — особи у віці 18—64 років, 37,1 % — особи у віці 65 років та старші. Медіана віку мешканця становила 57,0 року. На 100 осіб жіночої статі у переписній місцевості припадало 92,7 чоловіків;  на 100 жінок у віці від 18 років та старших — 91,2 чоловіків також старших 18 років.
Середній дохід на одне домашнє господарство  становив 46 455 доларів США (медіана — 28 304), а середній дохід на одну сім'ю — 55 769 доларів (медіана — 48 583). За межею бідності перебувало 4,2 % осіб, у тому числі 0,0 % дітей у віці до 18 років та 11,5 % осіб у віці 65 років та старших.
Цивільне працевлаштоване населення становило 257 осіб. Основні галузі зайнятості: оптова торгівля — 29,6 %, освіта, охорона здоров'я та соціальна допомога — 17,5 %, транспорт — 15,6 %.